# Bracon rhyssaliformis
Bracon rhyssaliformis är en stekelart som beskrevs av Donald L.J. Quicke och Robert A.Wharton 1988. Bracon rhyssaliformis ingår i släktet Bracon och familjen bracksteklar. Inga underarter finns listade.